# Tate McRae

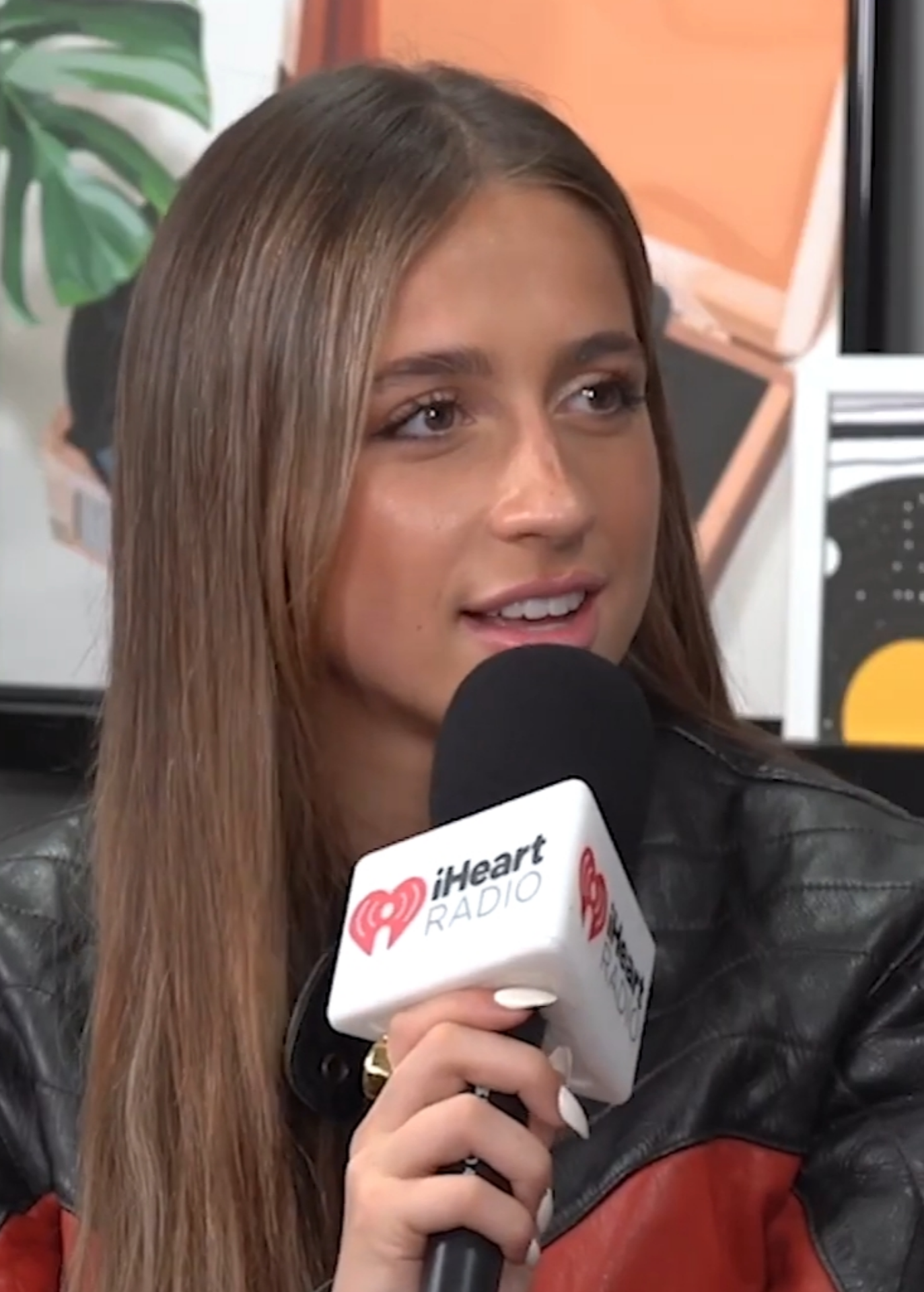
Tate McRae, 2023

Tate Rosner McRae (* 1. Juli 2003 in Calgary, Alberta) ist eine kanadische Sängerin. Der internationale Durchbruch gelang ihr im Jahr 2020 mit dem Lied You Broke Me First.

## Biografie
McRae wurde als Tochter einer deutschstämmigen Mutter und eines schottischstämmigen Vaters geboren. Ihre Mutter ist Tanzlehrerin und ihr Vater Anwalt. Im Alter von vier Jahren zog ihre Familie aufgrund der Arbeit ihres Vaters für drei Jahre mit ihr in den Oman. Sie besuchte dort eine amerikanische Schule (The American International School Muscat) und ihre Mutter lehrte sie das Tanzen.
Sie nahm mit sechs Jahren Ballett-Unterricht am Alberta Ballet in Calgary und nahm zwei Jahre später an ihrem ersten Wettbewerb teil. Im Jahr 2015 gewann sie beim Youth America Grand Prix in New York City die Silbermedaille und einen zweiwöchigen Intensivkurs am Staatsballett Berlin. Im Jahr darauf nahm sie in den Vereinigten Staaten an der Nachwuchs-Castingshow So You Think You Can Dance: The Next Generation des Senders Fox teil und belegte den dritten Platz.
Neben dem Tanzen interessierte sie sich für Musik und Schauspiel. Im Jahr 2013 übernahm sie die Stimme von Spot Splatter Splash in der Animationsserie Lalaloopsy. Im Jahr 2017 eröffnete sie einen YouTube-Kanal und stellte ihren ersten selbstgeschriebenen Song One Day online. Er war auf Anhieb erfolgreich, und nach einigen weiteren Songs nahm sie das Label RCA unter Vertrag.
All the Things I Never Said hieß Anfang 2020 ihre erste EP. Besondere Aufmerksamkeit bekam Tear Myself Apart, bei dem Billie Eilish und ihr Bruder Finneas mitgeschrieben hatten. Sie kam mit der EP in die Heatseekers Charts von Billboard, und der Song Stupid kam in die inoffiziellen Canadian Hot 100. Ihr Debütsong One Day von 2017 wurde in Kanada mit Gold ausgezeichnet. Der Erfolg kam im August mit der Single You Broke Me First, die international in die Charts kam. Seit Anfang 2020 besucht McRae die Western Canada High School. Am 16. April 2021 erschien mit Regard und Troye Sivan die Single You. Im Januar 2022 veröffentlichte sie Feel Like Shit. Darauf folgten She’s All I Wanna Be im Februar und Chaotic im März. Ihr Debütalbum I Used to Think I Could Fly, erschienen am 27. Mai 2022, behandelt unter anderem die Themen gescheiterte Beziehung und schlechte Gefühle.
Im November 2022 veröffentlichte Tiësto 10:35, eine Promo-Single für die Eröffnung des Luxushotels Atlantis The Royal in Dubai, auf der McRae zu hören ist. Der Song wurde ihre zweite Top 10 in Großbritannien und erreichte die Top 10 der Charts in zehn weiteren Ländern. Am 15. September 2023 veröffentlichte sie die Single Greedy. Der Song wurde ihr bisher größtes Debüt auf Spotify, ihre erste Top 10 in den Spotify Global Charts und ihre erste offizielle Nummer-eins-Single weltweit, unter anderem in Österreich und der Schweiz. Diese Single findet sich neben weiteren Songs, wie bspw. auch die Dance-Single exes, auf ihrem zweiten Album Think Later, erschienen im Dezember 2023. Es kam auf den 4. Platz der US-Charts. Im Februar 2025 erschien ihr drittes Album So Close To What, das unter anderem in Österreich, der Schweiz und den USA Platz eins der Albumcharts beanspruchen konnte. Die Singleauskopplungen 2 Hands, Sports Car und Revolving Door avancierten jeweils zu Top-Ten-Hits in Großbritannien. Ebenfalls im Jahr 2025 interpretierte McRae als Duettpartnerin des US-amerikanischen Countrysängers Morgan Wallen dessen Song What I Want und erzielte damit ihren ersten Nummer-eins-Hit in den US-Singlecharts. Anfang Juni 2025, veröffentlichte Tate den Song "just keep watching", für den Film F1, der in vielen Ländern auf Platz 1 der Charts landete. Auf Spotify erreichte er innerhalb einer Woche die Top 50 in sehr vielen Ländern (darunter z. B. Österreich Platz 3).

## Diskografie
Studioalben

| Jahr | Titel Musiklabel                               | Höchstplatzierung, Gesamtwochen, AuszeichnungChartplatzierungen (Jahr, Titel, Musiklabel, Platzierungen, Wochen, Auszeichnungen, Anmerkungen) | Höchstplatzierung, Gesamtwochen, AuszeichnungChartplatzierungen (Jahr, Titel, Musiklabel, Platzierungen, Wochen, Auszeichnungen, Anmerkungen) | Höchstplatzierung, Gesamtwochen, AuszeichnungChartplatzierungen (Jahr, Titel, Musiklabel, Platzierungen, Wochen, Auszeichnungen, Anmerkungen) | Höchstplatzierung, Gesamtwochen, AuszeichnungChartplatzierungen (Jahr, Titel, Musiklabel, Platzierungen, Wochen, Auszeichnungen, Anmerkungen) | Höchstplatzierung, Gesamtwochen, AuszeichnungChartplatzierungen (Jahr, Titel, Musiklabel, Platzierungen, Wochen, Auszeichnungen, Anmerkungen) | Höchstplatzierung, Gesamtwochen, AuszeichnungChartplatzierungen (Jahr, Titel, Musiklabel, Platzierungen, Wochen, Auszeichnungen, Anmerkungen) | Anmerkungen                                                  |
| Jahr | Titel Musiklabel                               | DE | AT | CH | UK | US | CA | Anmerkungen                                                  |
| ---- | ---------------------------------------------- | --- | --- | --- | --- | --- | --- | ------------------------------------------------------------ |
| 2022 | I Used to Think I Could Fly RCA Records (Sony) | DE44 (1 Wo.)DE | AT22 (2 Wo.)AT | CH39 (1 Wo.)CH | UK7 Silber · (3 Wo.)UK | US13 (7 Wo.)US | CA— PlatinCA | Erstveröffentlichung: 27. Mai 2022 Verkäufe: + 162.500       |
| 2023 | Think Later RCA Records (Sony)                 | DE33 (… Wo.)DE | AT13 (13 Wo.)AT | CH8 (9 Wo.)CH | UK5 Gold · (12 Wo.)UK | US4 Platin · (… Wo.)US | CA— PlatinCA | Erstveröffentlichung: 8. Dezember 2023 Verkäufe: + 1.327.000 |
| 2025 | So Close to What RCA Records (Sony)            | DE2 (… Wo.)DE | AT1 (… Wo.)AT | CH1 (… Wo.)CH | UK2 Gold · (… Wo.)UK | US1 Gold · (… Wo.)US | — | Erstveröffentlichung: 21. Februar 2025 Verkäufe: + 617.500   |